# Farida Soliyeva
Farida Soliyeva (* 8. Juni 2001) ist eine usbekische Leichtathletin, die sich auf den Sprint spezialisiert hat.

## Sportliche Laufbahn
Erste internationale Erfahrungen sammelte Farida Soliyeva im Jahr 2022, als sie bei den Islamic Solidarity Games in Konya in 54,07 s die Silbermedaille im 400-Meter-Lauf hinter der Bahrainerin Muna Mubarak gewann und mit der usbekischen Mixed-Staffel über 4-mal 400 Meter in 3:44,67 min den fünften Platz belegte. Im Jahr darauf gelangte sie bei den Hallenasienmeisterschaften in Astana mit 55,68 s auf Rang vier und gewann mit der Staffel in 3:46,45 min gemeinsam mit Laylo Allaberganova, Kamila Mirsaliyeva und Malika Rajabova die Silbermedaille hinter dem kasachischen Team. Im Juli gewann sie bei den Freiluftmeisterschaften in Bangkok in 52,95 s die Silbermedaille im Einzelbewerb hinter der Sri-Lankerin Nadeesha Ramanayake. Zudem belegte sie mit der Staffel in 3:39,83 min den fünften Platz. Anschließend schied sie bei den Summer World University Games in Chengdu mit 53,98 s im Halbfinale über 400 Meter aus.
In den Jahren 2019 und 2021 wurde Soliyeva usbekische Meisterin im 100-Meter-Lauf. Zudem wurde sie 2020 Hallenmeisterin im 60-Meter-Lauf.

## Persönliche Bestleistungen
- 100 Meter: 11,84 s (+0,7 m/s), 28. Juni 2021 in Taschkent
  - 60 Meter (Halle): 7,91 s, 23. Januar 2019 in Taschkent
- 200 Meter: 24,22 s (+0,8 m/s), 15. Juni 2022 in Taschkent
- 400 Meter: 52,95 s, 13. Juli 2023 in Bangkok
  - 400 Meter (Halle): 55,68 s, 11. Februar 2023 in Astana